# Miss Chine

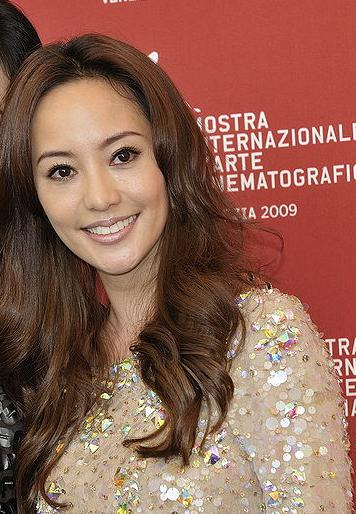
Miss Chine 2007

Miss Chine, est un concours de beauté féminine, réservé aux jeunes femmes de la Chine, qualifiée pour les élections de Miss Monde, et Miss Univers.
Il existe un deuxième concours voisin nommé Miss Internationale chinoise ou Miss International d'origine chinoise dont les concurrentes doivent avoir un parent chinois, mais qui n'ont pas l'obligation d'être chinoises elles-mêmes.
En 2008, Miss International Chinoise est la Française Océane Zhu, en 2009 Christine Kuo de Toronto.
Il existe de nombreux autres concours de beauté en Chine : Concours top Modèle, Miss Bikini Chine, Miss Asie Chine, Miss chinoise Cosmos... chaque télévision étant libre d'organiser son propre concours. Les concours internationaux comme Miss Terre, Miss Univers et Miss Monde n’accueillent qu'une participante chinoise chacun, mais le lien avec un concours national n'est pas systématique.

## Pour Miss Univers
| Year    | Delegate         | Chinese name | Represented  | Placement   | Award                     |
| ------- | ---------------- | ------------ | ------------ | ----------- | ------------------------- |
| 2025    | Xuhe Hou         | 侯旭和       | Pékin        |             |                           |
| 2024    | Jia Qi           | 贾琪         | Sichuan      | Top 30      |                           |
| 2022    | Sichen Jiang     | 姜思晨       | Shanghai     |             |                           |
| 2021    | Shiyin Yang      | 楊诗尹       | Pékin        |             |                           |
| 2020    | Jiaxin Sun       | 孫嘉欣       | Pékin        |             |                           |
| 2019    | Rosie Zhu Xin    | 朱鑫         | Hebei        |             |                           |
| 2018    | Meisu Qin        | 秦美苏       | Liaoning     |             |                           |
| 2017    | Roxette Qiu      | 邱蔷         | Sichuan      | Top 16      |                           |
| 2016    | Li Zhenying      | 李珍颖       | Shanghai     |             |                           |
| 2015    | Jessica Xue      | 薛韵芳       | Guangdong    |             |                           |
| 2014    | Hu Yanliang      | 胡彦良       | Pékin        |             |                           |
| 2013    | Jin Ye           | 靳烨         | Hebei        | Top 16      | Miss Sympathie            |
| 2012    | Diana Xu Jidan   | 许继丹       | Shanghai     |             | Meilleur costume national |
| 2011    | Luo Zilin        | 罗紫琳       | Shanghai     | 4e dauphine |                           |
| 2010    | Tang Wen         | 唐雯         | Heilongjiang |             |                           |
| 2009    | Wang Jingyao     | 王静瑶       | Shandong     |             | Miss Sympathie            |
| 2008[a] | Wei Ziya         | 魏子雅       | Guizhou      |             |                           |
| 2007[b] | Zhang Ningning   | 张宁宁       | Liaoning     |             | Miss Sympathie            |
| 2006[c] | Gao Yinghui      | 高英慧       | Heilongjiang |             |                           |
| 2005    | Tao Siyuan       | 陶思媛       | Sichuan      |             |                           |
| 2004    | Alina Zhang Meng | 张萌         | Tianjin      |             |                           |
| 2003    | Wu Wei           | 吴薇         | Fujian       |             |                           |
| 2002    | Zhuo Ling        | 卓灵         | Shanghai     | 2e dauphine |                           |

## Pour Miss Monde
| Years | Winners                | Chinese name | Placements / Awards                                                                                 |
| ----- | ---------------------- | ------------ | --------------------------------------------------------------------------------------------------- |
| 1994  | Pan Tao                | 潘涛         | PRC's debut to Miss World Pageant                                                                   |
| 2001  | Li Bing                | 李冰         | 4th Runner-up & Queen of Asia-Pacific                                                               |
| 2002  | Vinna Wu Yingna        | 吴英娜       | 4th Runner-up & Queen of Asia-Pacific                                                               |
| 2003  | Guan Qi                | 关琦         | 2nd Runner-up & Queen of Asia-Pacific, Top 10 at Miss Talent                                        |
| 2004  | Yang Jin               | 杨金         | Top 15 Semi-finalist (10th place), 1st Runner-up at Miss Talent, Top 20 at Top Model                |
| 2005  | Cristina Zhao Tingting | 赵婷婷       | 2nd Runner-up at Miss Talent (Traditional Dance) & Winner at miss Sport (Asia-Pacific group member) |
| 2006  | Emma Liu Duo           | 刘多         | Top 20 at Designer's Evening Wear                                                                   |
| 2007  | Zhang Zilin            | 张梓琳       | Miss World 2007 & Queen of Asia-Pacific, 2nd Runner-up at Beach Beauty, Winner at Top Model         |
| 2008  | Mei Yanling            | 梅妍凌       | Top 32 at Top Model                                                                                 |
| 2009  | Voice Yu Sheng         | 余声         | Top 12 at Designer's Evening Wear                                                                   |
| 2010  | Lauren Tang Xiao       | 唐潇         | 4th Runner-up & Queen of Asia-Pacific, Top 5 at Beach Beauty, Top 20 at Top Model                   |
| 2011  | Cece Liu Chen          | 刘晨         | Top 11 at Miss Talent, Top 20 at Top Model                                                          |
| 2012  | Yu Wenxia              | 于文霞       | Miss World 2012 & Queen of Asia-Pacific, Miss Talent, Top 10 at Beach Fashion, Top 10 at Top Model  |

## Pour Miss Terre
| Year | Titleholder      | Special Award                               | Miss Earth Placement  |
| ---- | ---------------- | ------------------------------------------- | --------------------- |
| 2002 | Zhang Mei        |                                             |                       |
| 2003 | Dong Meixi       |                                             |                       |
| 2004 | Nicole Liu Xu    |                                             |                       |
| 2005 | Li Yijia         |                                             |                       |
| 2006 | Zhou Mengting    | Best in Talent                              | Semifinalist (Top 16) |
| 2007 | Yu Peipei        |                                             |                       |
| 2008 | Zhou Yingkun     |                                             |                       |
| 2009 | Xu Yan           | Miss Fontana Resort & 2nd place Miss Talent |                       |
| 2010 | Zhao Shenqianhui |                                             |                       |
| 2011 | Liu Yujun,       |                                             |                       |
| 2012 | TBA              |                                             |                       |